# 土方エミリ
土方 エミリ（ひじかた エミリ、2008年9月9日 - ）は、日本の子役、タレント、モデル。東京都出身。スターダストプロモーション所属。

## 略歴
小学3年生のときにスターダストプロモーション担当者からのスカウトを受けて事務所に所属した。
2018年4月より2年間、NHK Eテレ『Eダンスアカデミー』に出演してダンスを習う。
2021年、ミスセブンティーン2021のファイナリストの10人に残ったものの、ミスセブンティーンには選ばれなかった。
2022年3月23日、相棒 Season20最終回にて初演技。仲間由紀恵が演じる社美彌子の娘マリア役を演じ、SNSなどで美少女として話題になる。
2022年4月より9月までテレビ東京『おはスタ』におはガール練習生として出演。同年9月23日に池袋サンシャインシティ噴水広場で行われたイベントで河村果歩（SUPER☆GiRLS ）、後藤花（ハロプロ研修生→アンジュルム）とともにおはガールに選出された。おはガールでの愛称は「エミちー」。
2023年1月25日に楽曲「イッテラシャキット!!!」でアーティスト活動開始。
2024年3月22日放送の『おはスタ』を最後におはガールを卒業。練習生の期間を含めると2年間の活動だった。

## 人物
身長171cm。
姉はele（土方エレナ）。父はドイツ人で母はかつて雑誌モデルをしていた。
趣味はダンス、手芸。特技は縄跳び、ドイツ語。

## 出演

### テレビ番組
- Eダンスアカデミー シーズン6、7（2018年4月 - 2020年3月、NHK Eテレ）
- おはスタ（テレビ東京）
  - おはガール練習生（2022年4月5日 - 9月23日） - 不定期出演
  - おはガール（2022年9月26日 - 2024年3月22日）
- 超無敵クラス（2024年3月3日 - 2025年3月30日、日本テレビ）
- NHK高校講座・地理探究（2025年4月 - 、NHK Eテレ）

### テレビドラマ
- 相棒 Season20 最終回スペシャル / Season22 第10話（2022年 / 2024年、テレビ朝日）社マリア 役
- それってパクリじゃないですか? 第5話（2023年5月10日、日本テレビ）ポスターモデル 役

### ネット配信
- キミとオオカミくんには騙されない（2024年8月11日 - 、ABEMA）[9]

### ランウェイ
- 第37回 マイナビ 東京ガールズコレクション 2023 AUTUMN／WINTER（2023年9月2日、さいたまスーパーアリーナ）[10]
- Rakuten GirlsAward 2023 AUTUMN/WINTER（2023年9月30日、幕張メッセ）[11]

### ミュージックビデオ
- Uru「願い」（2019年）

### スチール
- 土屋鞄製造所 ランドセル

## 書籍

### 雑誌
- Seventeen9月号（2021年、集英社）ミスセブンティーン2021ファイナリスト
- ihme issue9（2022年、スタイルグラフィックス）